# دیپ زون پروجکت
دیپ زون پروجکت (به انگلیسی: Deep Zone Project) گروه موسیقی بلغارستانی است.
آن ها در مسابقه آواز یوروویژن ۲۰۰۸ نماینده بلغارستان بودند.